# Termites of 1938
Termites of 1938 (br.: Mestres do entretenimento) é um filme curta-metragem estadunidense de 1938, dirigido por Del Lord. É o 28º de um total de 190 filmes da série com os Três Patetas produzida pela Columbia Pictures entre 1934 e 1959.

## Enredo
A dama da sociedade Muriel (Bess Flowers) quer ir a um jantar sofisticado oferecido por seus amigos mas seu marido, Arthur, prefere uma pescaria. Contrariada, ela pede à sua criada negra que ligue para o Serviços de Acompanhantes Acme e peça alguns universitários para acompanhá-la na festa. A criada, contudo, chama por engano os Exterminadores Acme, companhia dos Três Patetas. Nesse momento, o trio testava uma nova ratoeira que consistia numa armadilha com barbantes, um canhão e uma flauta tocada por Curly quando o rato faz com que o canhão dispare. Com o impacto, Moe e Curly atravessam a parede. Ao atender o telefone da criada, Moe ainda está bem surdo pela explosão e pensa que estão lhe contratando para exterminarem pragas durante a festa a que vai Muriel.
Os Patetas chegam à mansão a bordo do seu velho calhambeque, o que assusta os convidados mas Muriel explica que são "universitários". Os Patetas esperam para começarem o trabalho de extermínio mas interrompem os preparativos quando são convidados para o jantar e Moe conta que os da alta classe sempre alimentam bem quem está com eles. Terminado o jantar, os convidados vão para uma sala na qual estão alguns músicos a tocar. Os Patetas são convidados a tocarem e eles pegam alguns intrumentos e fingem tocar uma música que vem de um disco na vitrola. Moe acidentalmente troca a vara do contrabaixo por um serrote e corta o instrumento em dois, revelando alguns ratos que estavam com um ninho ali. Os Patetas procuram os ratos pela casa e ao causarem a destruição e confusão costumeiras, são expulsos dali pelo marido de Muriel que retornara e que ao final joga uma bomba destruindo o calhambeque com os Patetas dentro.

## Citação
(tradução aproximada)
- - Moe: "Agora, se eu tivesse um rato."
  - Curly (pegando uma flauta): "Por quê não disse antes? Deixe comigo."
  - Moe: "Qual a ideia?"
  - Curly (mostrando a Moe o livro O flautista de Hamelin): "Eu li aqui. Vê?"
  - Moe: "E daí?"
  - Curly: "Se um flautista bêbado pode chamar os ratos, eu acho que sóbrio também posso."[2]